# Old Faithful
Old Faithful (Engels voor Ouwe Betrouwbare) is de beroemdste geiser in het Amerikaanse Yellowstone National Park in het Upper Geyser Basin. Van de vele geisers is deze de meest actieve; hij blaast om de 60 tot 80 minuten hete dampen in de lucht. Old Faithful geldt als een van de grootste attracties van het park. In de directe nabijheid van de geiser staan de beroemde Old Faithful Inn en de Old Faithful Lodge. In de begindagen van het park werd de geiser vaak gebruikt om de was te doen.
Een uitbarsting kan tot 32.000 liter kokend water zo'n 56 meter hoog spuiten. Reeds meer dan 137.000 uitbarstingen werden genoteerd, die anderhalve tot 6 minuten duren, met tussen iedere uitbarsting een half uur tot twee uur.